# Väghyvel

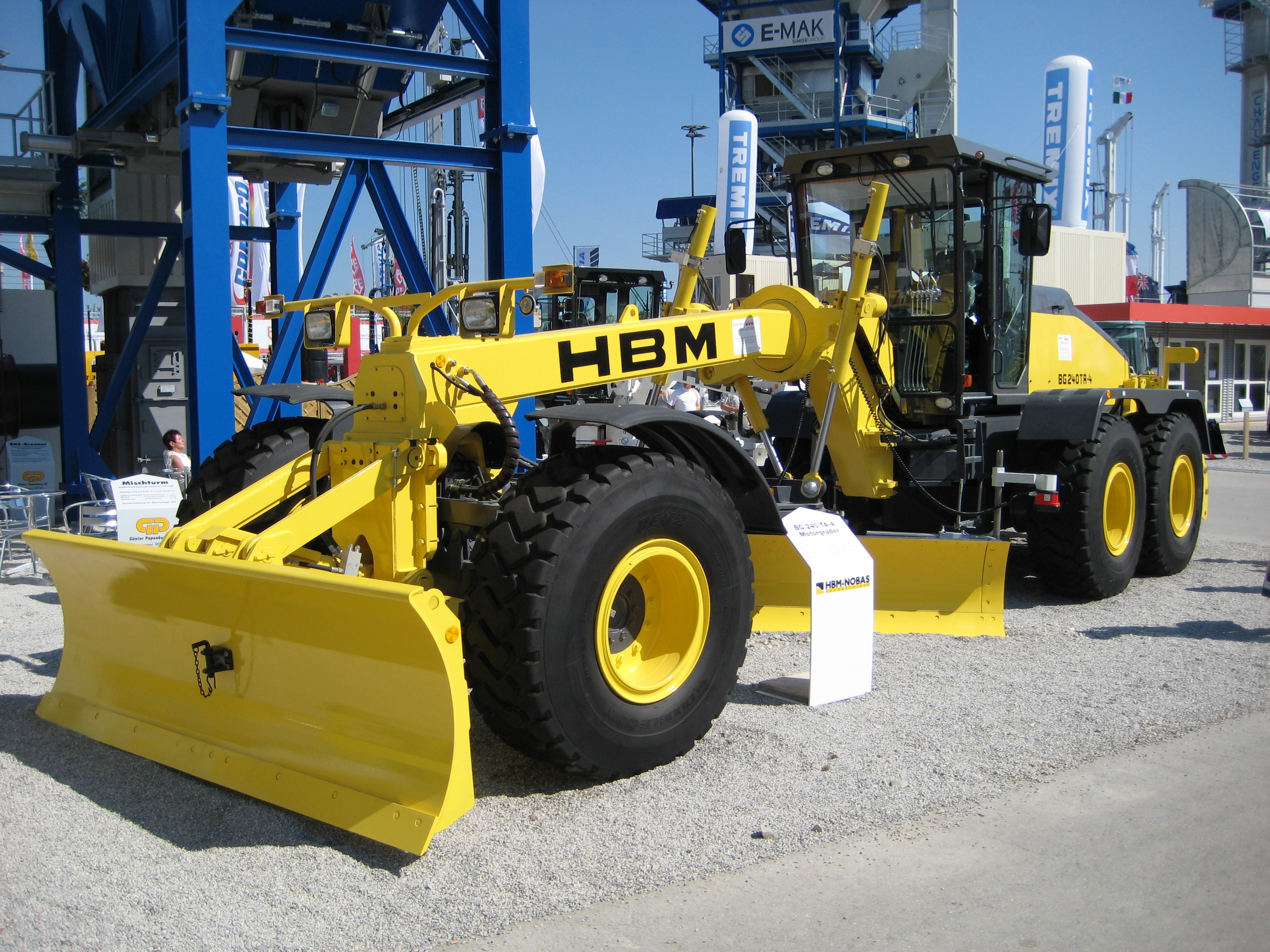
Väghyvel

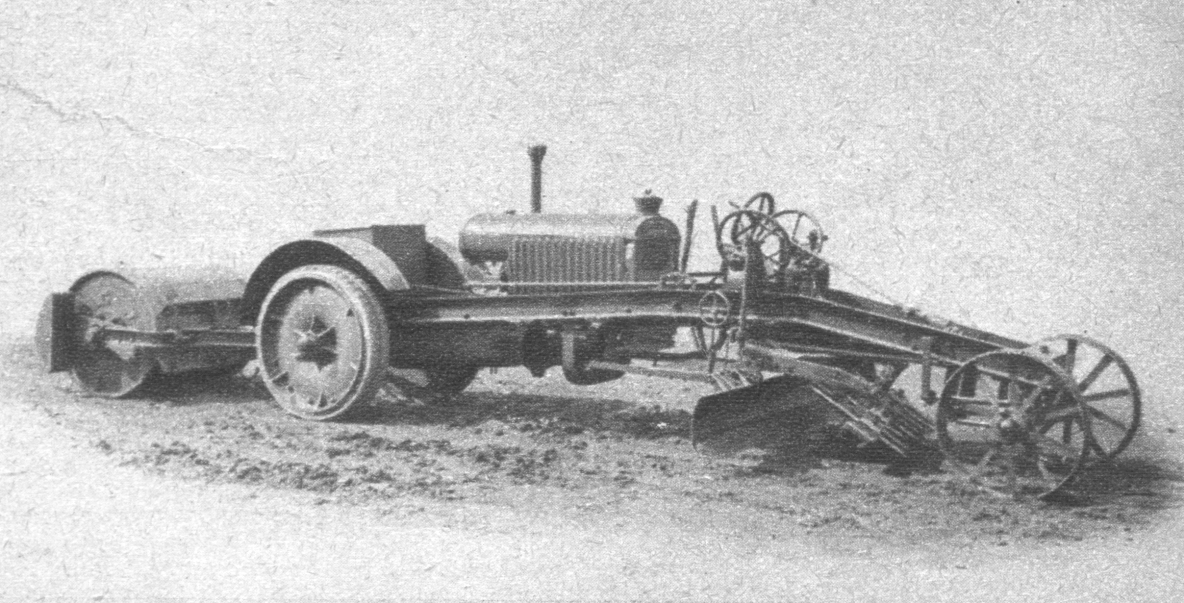
Ungersk motoriserad väghyvel av märket Mávag från 1930.

En väghyvel är en väg- eller entreprenadmaskin) använd för att hyvla av och jämna till översta skiktet på grusvägar. Använd vintertid för snö, med ett annat schaktblad, kallas den snöskrapa.

## Historik
Innan det fanns väghyvlar med hjul så fanns och finns fortfarande vägsladdar, som drogs av en häst eller traktor. De första väghyvlarna var vagnar, som kunde dras av hästar eller en traktor. Den första självgående, motoriserade väghyveln tillverkades 1920 i USA av Russell Grader Manufacturing Company, som 1928 köptes upp av Caterpillar. Kort därefter fick väghyveln sitt moderna utseende. Munktells i Eskilstuna gjorde sin första motoriserade väghyvel 1924, något som fortsatt genom namnbytena till Bolinder-Munktell, Volvo BM och Volvo CE. Redan på 1930-talet gjorde väghyvlar även vintertjänst inom snöröjningen.
Med början under 1920-/30-talet introducerades i Sverige vägskrapa med reglerbara hyvelblad tillverkad av Bitvargen AB Vägmaskiner. De första bitvargarna var närmast kopior av de från 1932 importerade amerikanska av typen Wehr, vilket gjorde att produktionen snabbt kunde komma igång.

## Kompetenskrav
För att få framföra väghyvel på allmän väg i Sverige krävs traktorkort/C-kort.[källa behövs]